# Godske Lindenov
Godske Christoffersen Lindenov (? - Copenhague, 1612) fue un oficial naval danés y explorador del Ártico que participó en dos expediciones de búsqueda de las colonias nórdicas perdidas en Groenlandia.

## Biografía
Era de la noble familia Lindenov of Lindersvold, hijo de Christoffer Clausen Lindenov (fallecido en 1593) y de Sophie Hartvigsdatter Plessen.
Godske Lindenov fue parte de la escolta del príncipe Hans, hijo de Frederick II de Dinamarca y Noruega, en su viaje fatal de 1602 a Moscú para casarse con Xenia, hija del zar Boris Godunov. Lindenov se unió a la Marina Real Danesa en 1605 y ese mismo año fue enviado en la expedición de Hans Koning al sur de Groenlandia (o expedición de John Cunningham, como se llamaba realmente Hans Koning) para afirmar la soberanía danesa. La flota de la expedición estaba integrada por tres barcos: el Trost (al mando de Cunningham), el Den Rode Løve (el León Rojo, comandado por Lindenov) y el Katten (comandado por John Knight). James Hall era el piloto de la expedición. La expedición llegó a la costa occidental de Groenlandia, al fiordo del Rey Cristian, y realizó una campaña de reconocimiento en dirección norte, en la que cartografió la costa hasta los 68°35'N. No lograron encontrar restos de los antiguos colonos, pero si vieron y apresaron a algunos inuits (regresaron con dos de ellos a Copenhague) y recogieron muestras de un mineral que creían tenía plata. El informe al rey iba acompañado de cuatro mapas, los primeros de la costa oeste de Groenlandia. Este informe y otros publicados por Purchas fueron una valiosa fuente de conocimientos acerca de Groenlandia que Inglaterra utilizó con mayor ventaja que la propia Dinamarca.
En el año siguiente, el rey Christian IV envió una nueva expedición a Groenlandia, esta vez al mando directo de Lindenov, de nuevo con Hall como piloto. Cinco barcos fueron enviados: el Trost (comandado por Lindenov), el Den Røde Løve (al mando de Cunningham), el Katten (comandado por Anders Nolk), el Ørnen (comandado por Hans Bruun) y el Gillibrand  (comandado por Carsten Richardson). La expedición desembarcó en el suroeste de Groenlandia y continuó la exploración mineralógica en la misma zona. Las malas condiciones, el hielo y las corrientes en el estrecho de Davis, empujaron los barcos al oeste, hasta que llegaron cerca de los 66°N, cuando pudieron poner rumbo este y alcanzar la costa occidental de Groenlandia. A pesar de que avistaron la isla de Baffin, no lograron poner pie en ella. Volvieron a recoger muestras de mineral y a capturar varios inuits.
En los años siguientes, participó en varias operaciones navales, por ejemplo, en el mar Báltico durante la Guerra de Kalmar (1611-1613), en la que cayó enfermo y murió en Copenhague en 1612.
El fiordo Lindenov, en el este de Groenlandia, fue nombrado en su honor.